# Mare
Pour les articles homonymes, voir Mare (homonymie).

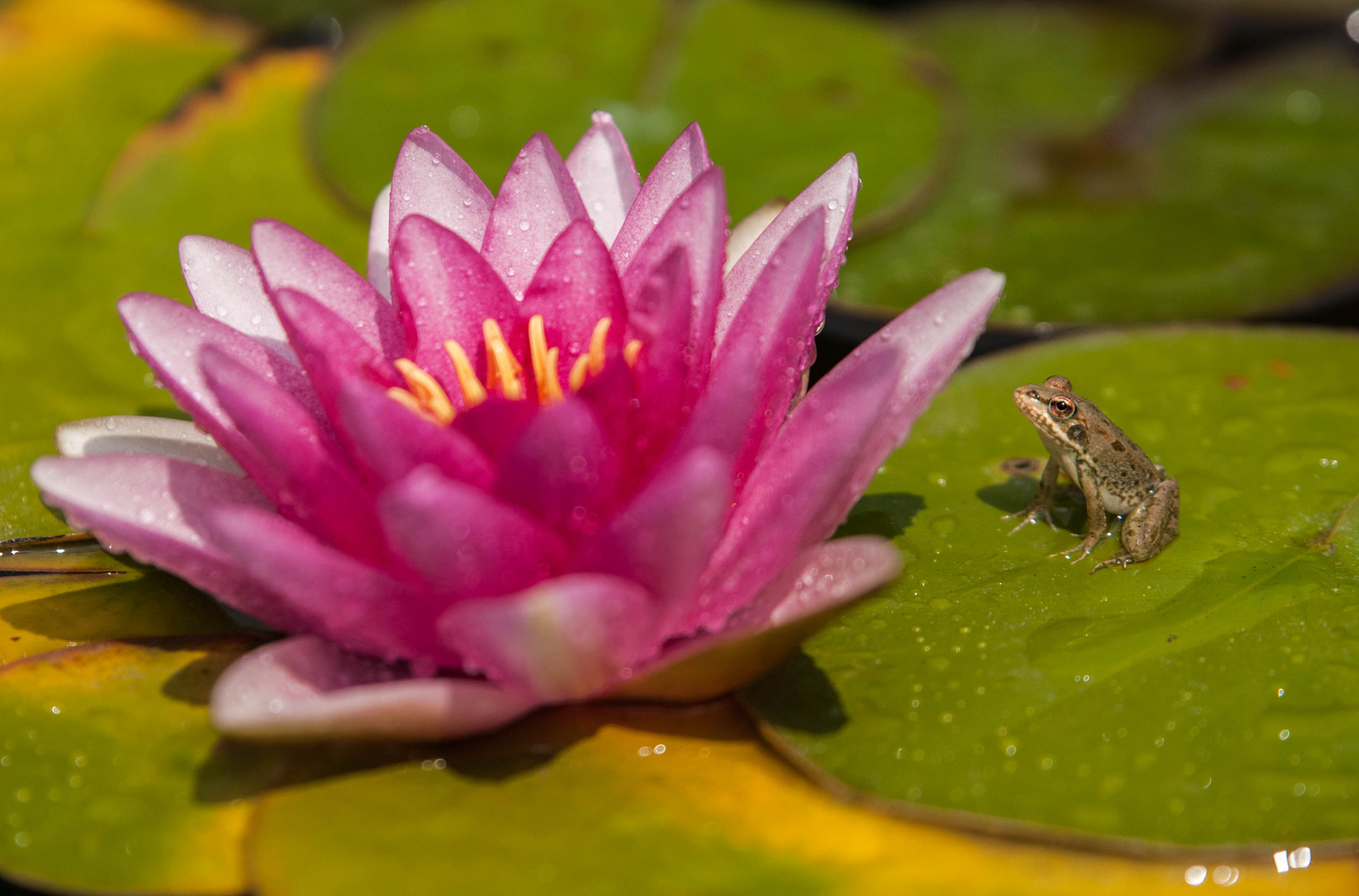
Une grenouille et un nénuphar, deux espèces emblématiques des mares.

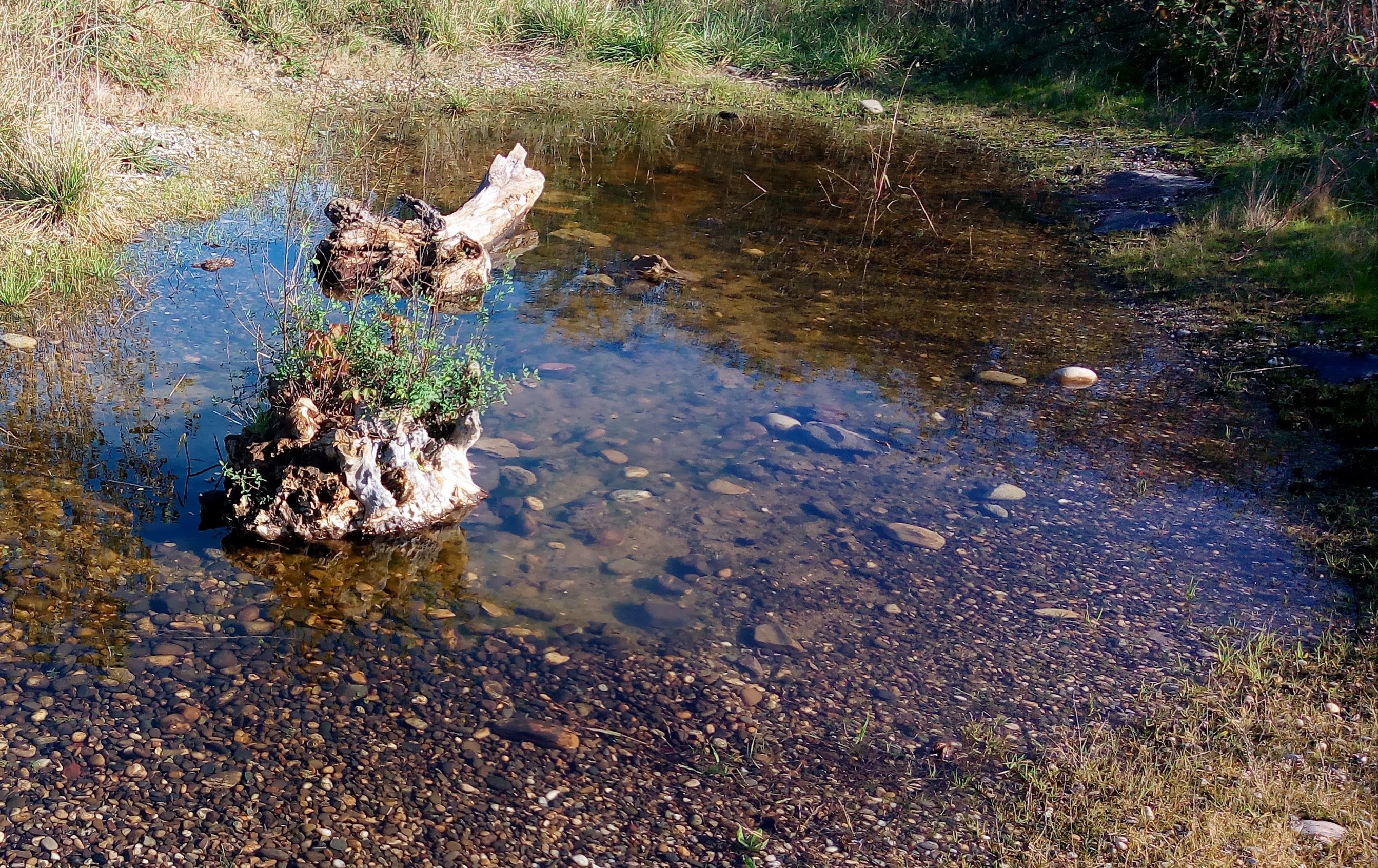
Mare aménagée spécifiquement pour la préservation du crapaud vert à Wittenheim, en France. Cette espèce particulière a besoin de mares peu végétalisées pour se reproduire.

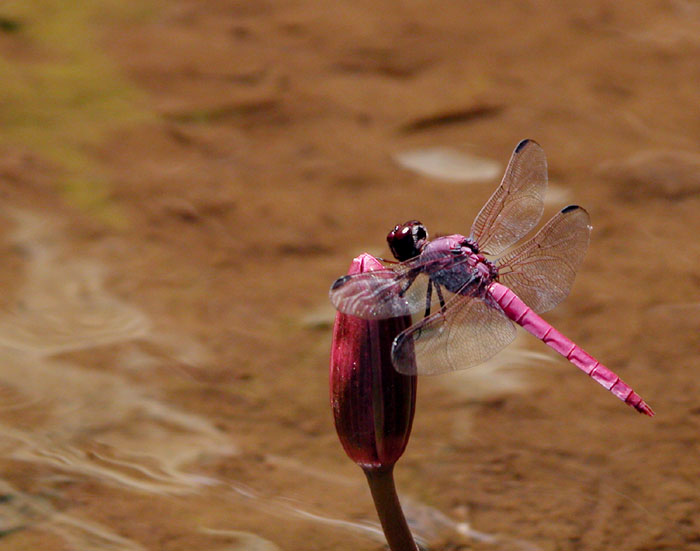
Certaines espèces animales, comme les libellules dépendent des mares et des étangs pour leur développement.

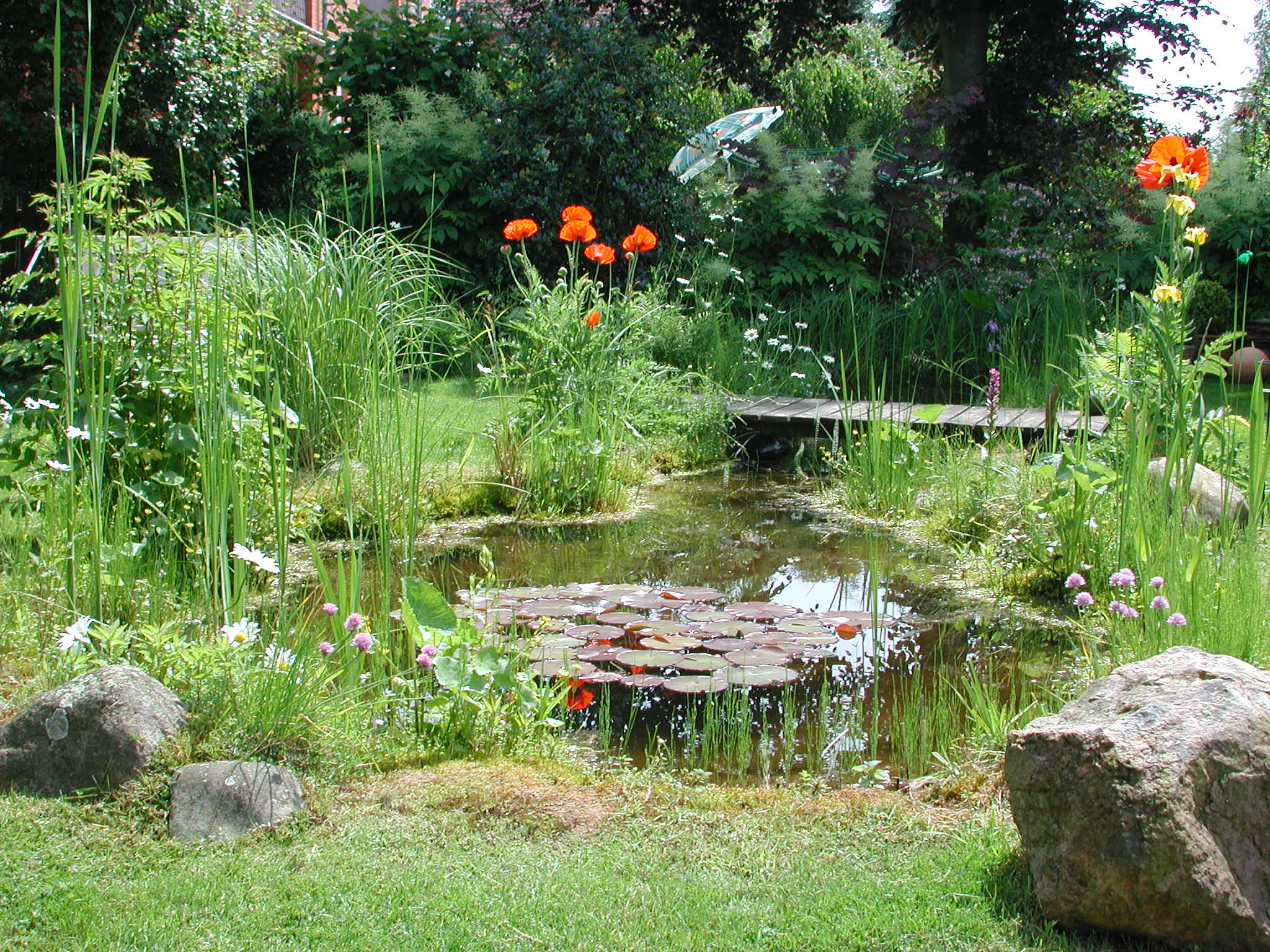
La mare d'ornement, en plus de son aspect esthétique, développe également des fonctions écologiques et abrite une importante biodiversité.

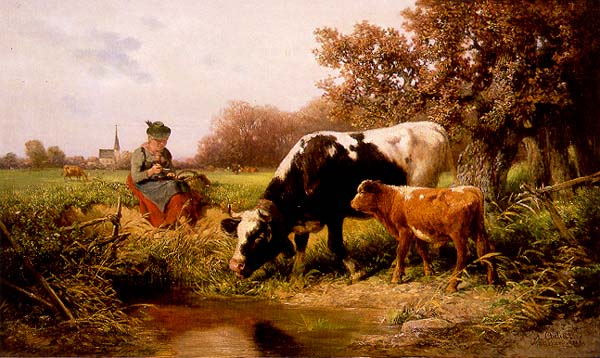
La mare a un intérêt patrimonial, autrefois très abondantes dans les campagnes, elles servaient à abreuver le bétail et les animaux de basse-cour ainsi que de réserve d'eau et de poisson (Peinture d'Adolf Chelius ; 1856-1923).

Une mare est une étendue d'eau stagnante peu profonde (pérenne ou non, naturelle ou non), ayant une superficie inférieure à celle d'un étang. Avec ces derniers, les mares ont la particularité d'accueillir une biodiversité significativement plus importante que les autres systèmes aquatiques d'eau douce tels les lacs et rivières, d'où les politiques de conservation mises en œuvre. Chaque mare abrite toutefois un écosystème propre. Les mares ont été classées parmi les grands biomes aquatiques par le WWF, et en Europe au moins 25 % de la biodiversité en dépend ainsi que d'autres zones humides. 
Il est fréquent que des mares proches les unes des autres aient des couleurs et turbidités différentes. Dans les marais ou les tourbières, elles peuvent former des microhabitats où la rétention d'eau est prolongée (microhabitat appelé gouille contournant des levées ou buttes). La structure topographique en buttes et gouilles peut être liée au déracinement des arbres lors de tempêtes, à des effets de colmatage du fond de petites dépressions par les débris organiques, au comblement progressif de la gouille par la croissance centripète de la butte à sphaignes, à des causes souterraine comme des affaissements dus à une minéralisation de la matière organique.
Il n'y a pas de critère précis pour différencier une grande mare d'un petit étang, si ce n'est que les mares n'ont généralement pas d'exutoires, alors que les étangs sont souvent alimentés par une source ou un ruisseau et ont un exutoire. L'étang est souvent artificiel et barré par une « chaussée », un seuil ou un « bief » (qui permet éventuellement de le vider comme dans la Dombes). La mare d'ornement, généralement artificielle, se différencie du bassin de jardin classique par son eau stagnante et son absence de poissons. Alors qu'elles ont fortement régressé au XXe siècle (« de nombreux pays industrialisés ont perdu de 50 à 90 % de leurs mares »), on leur retrouve une valeur esthétique et patrimoniale ; comme élément important du patrimoine aménitaire (beauté du paysage « inestimable »).
La presque totalité des mares subsistant dans les zones densément peuplées ou cultivées résultent d'activités humaines, mais ce sont des habitats qui se sont pour partie substitués aux tourbières et marais drainés par l'Homme depuis la Préhistoire. Elles sont moins régulées par l'Homme que les étangs plus souvent curés, vidés, empoissonnés ou utilisés comme zones de loisir. Elles ont longtemps servi de réserves d'eau pour la maison, ou contre les incendies. Autrefois vitales pour les agriculteurs, notamment là où les cours d’eau sont absents et la nappe peu accessible, les mares ont longtemps été des réserves d’eau pour le bétail, la volaille, les chevaux, pour la lessive, la cuisine, la vaisselle, la toilette, contre les incendies et les sécheresses. Ce furent aussi des lieux de rouissage du lin ou du chanvre, des réserves d'eau pour les forges, des bassins pour l'assouplissement des osiers de vannerie, etc. voire des piscicultures ou viviers. Elles ont mieux persisté dans les zones pâturées, là où l’agriculture n’a pas converti les élevages en élevage hors-sol. L'adduction de l'eau potable et la crainte hygiéniste qu'elles soient des foyers d'infection pour le bétail les ont fait disparaître de nombreux paysages en quelques décennies, au XXe siècle.

## Étymologie
L'emploi du mot mare comme nom commun est attesté vers 1175 chez Benoît de Saint-Maure, dans l’Estoire des Ducs de Normandie au sens de « nappe d'eau stagnante peu profonde » et chez Marie de France à la fin du XIIe siècle. Elle écrit en anglo-normand. Il s'agit d'un terme essentiellement normand avant le XVIe siècle.
Il est issu du vieux norrois marr (masculin),, peut-être croisé avec le terme anglo-saxon mere (féminin), de sens proche, généralement « mer, lac », il a pris le sens d'« étang » et son sens actuel en Normandie. Le terme y est en outre directement attesté dès 1042 - 1066 dans un acte des ducs de Normandie. L'ancien scandinave marr se perpétue également dans le norvégien mar « mer », le norn des Shetlands mar « mer, zone de pêche en eau profonde » et surtout le féroïen marrur « vase, bourbe », évolution sémantique qui le rapproche du terme français.
Cependant les attestations documentaires du nom commun mare sont tardives par rapport à la date de formation de composés toponymiques anglo-scandinaves en -mare (aujourd'hui noms propres) de Normandie. En effet, les spécialistes estiment que ces formations sans article défini et avec postposition du déterminé datent au plus tard de la fin du Xe siècle.
Le mot mare remonte par l'intermédiaire de l'ancien scandinave, via le germanique commun *mari, à l'indo-européen *mori « marais, lac, étendue d'eau limitée ». Du germanique commun sont issus le vieux norrois marr, le vieil anglais mere, le vieux saxon meri, le vieux bas francique *meri / *mari (néerlandais meer, français -mer, marais, marécage), vieux haut allemand mari / meri (allemand Meer « mer »), le gotique mari-, marei. La racine *mori s'est aussi perpétuée dans d'autres langues indo-européennes : latin mare (neutre), d'où l'italien mare « mer » et le français  mer (féminin); celtique commun *mori « mer », d'où le gaulois mori-, more, l'irlandais muir, le gallois môr et le breton mor; vieux slave morje,,.

### Occurrences de-mare, Maredans la Toponymie normande
Les attestations précisément datées de toponymes en -mare remontent un peu antérieurement au seul nom commun mare : Longuemare (Langomarra Xe siècle) ; Roumare (Rolmara 1035); Guitricmara en 1011, etc.
Il n'existe aucun nom de lieu en -mare ayant cette même origine dans les autres régions de France (sauf des cas de transferts comme Croismare (Meurthe-et-Moselle), du nom de Croixmare (Seine-Maritime, Croismare en 1084).
Ces types toponymiques en -mare sont généralement composés avec un anthroponyme (anglo-saxon, scandinave ou germanique), un autre appellatif toponymique (scandinave ou anglo-saxon) ou un adjectif (anglo-scandinave ou roman) :
- avec un nom de personne ; NPS (nom de personne scandinave), NPAG (nom de personne anglo-saxon), NPG (nom de personne germanique), NPR (nom de personne roman) : Alvimare (Alvimara 1156, NPG Adalwin, NPAS Æthelwin ou Alwin) ; Angommare (Ansgomare 1241, NPS Ásgautr > Angot) ; Saint-Vincent-d'Aubermare (Osbermara 1264, Ásbjorn > Osbern > Auber) ; Blacquemare (à Beuzeville, cf. Blacqueville, Blactot, Chamblac de NPS Blakkr ou vieil anglais blæc « sombre, foncé,  brun gris ») ; Briquemare (à Cauville-sur-Mer cf. Bricqueville, Briquedalle, Bricquebec, Brikebec XIIe siècle, Bricquebosq, Brickebo 1224 NPS *Briki ou brekka « pente, colline » cf. Brecqhou, Houllebrecque, Saint-Aubin-de-Crétot); Caillemare (à Saint-Ouen-de-Thouberville, cf. Cailletot, Calletot, Cailleville, Calleville, Caillebourg, cf. NPS Karli); Catemare (Catemara 1199, NPS Kati cf. Catelon, Catteville) ; Colmare (Colmare fin XIIe siècle, NPS Koli cf. Colletot, Colleville, Colmoulin, Saint-Romain-de-Colbosc, Colmesnil) ; Cornemare (à Bolleville, cf. Corneville-sur-Risle, Cornevilla vers 1040, Corneville-la-Fouquetière NPS Korni) ; Gattemare (à Gatteville-le-Phare, Gatevilla XIIe siècle NPG Gatto) ; Illemare (à Illeville-sur-Montfort, Willevilla XIIIe siècle NPAS Willa ou Withlac) ; Lignemare (Anedini mare 1059 Anelini ? NPG Anelinus ?) ; Mélamare (Mellomara XIIIe siècle, NPG *Merlo, Mello) ; Quatremare (Guitricmara 1011 ?) ; Roumare (Rolmara 1035, NPS Hrófr > Rouf > Rou) ; Vicquemare (Wiguemare vers 1210, NPS Vigi) ; Saucemare (Saucemare 1260, nom disparu à Sauxemesnil, Saxemaisnil en 1125, NPS Saxi) ; Saussemare (à Saint-Aubin-sur-Mer (Seine-Maritime), 16 km de Sassetot-le-Malgardé, Sauxetot vers 1210, NPS Saxi) ; Vandrimare (Wandrimara vers 1240, NPG Wandric), etc. ;
- avec un autre appellatif : Étainmare (Estainmare sans date, de steinn « pierre ») ; Honguemare (Hanguemara vers 1060[16], hang- « pente ») ; Londemare (lundr « bois » > Londe) ; Vignomare (*hvein, graminée, top. norvégiens en Hveina-, danois hvene. Normand vignon, vignot, vène « ajonc »), Limare (Eure, Crestot, Limara en 1193; hlíð « pente, coteau »), Haut-Limard (Seine-Maritime, Limare en 1277), etc. ;
- avec un adjectif norrois ou anglo-saxon : Brémare (à Saint-Aubin-de-Crétot, cf. Brévy, Brestot, anciennement Breitot, Brévolle de breiðr « large »); Flamare (à Louvetot, flatr « plat ») ; Houllemare (à Allouville-Bellefosse, cf. Houllebrecque, nombreux Houlgate, holr « profond » cf. substantifs français houle « creux des vagues », normand houlette « terrier ») ; Lillemare (à Boncourt, lítill « petit » > norvégien lille cf. Lilletot, Licteltot vers 1055) ; Longuemare (Langomarra Xe siècle, langr « long » cf. Lanquetot, Languetot XIIe siècle) ; Ymare (Wimara vers 1240, viðr « large » ou hvítr « blanc » cf. Vibeuf, Wibo fin XIIe siècle), etc. 
N.B. : les appellatifs romans d'origine bas latine (-ville, -mesnil, -mont, etc.) ne sont jamais associés à des adjectifs anglo-scandinaves dans la toponymie normande ;
- avec un adjectif roman : Fongueusemare (Fanguosemare 1252, « fangeuse mare ») ; Parfondemare (au Hanouard, « profonde mare ») ; Sausseuzemare (Salicosa mara 1080, « sausseuse mare », c'est-à-dire « mare aux saules » AF saus « saule »), nombreux Bellemare (au Mesnil-Hardray, à Hauville, à Duranville, etc.), Belmare (à Cricqueville-en-Auge et à Putot-en-Auge) et Longuemare ;
- autres cas : Hectomare (Quetomare 1374, Esquetomare 1658, « la mare d'Ecquetot »).

Parmi les nombreux autres toponymes en -mare, souvent sans formes véritablement anciennes ou obscurs, on note : Artemare (à Saint-Vaast-Dieppedalle) ; Aumare (à Daubeuf-près-Vatteville), Bauquemare (disparu, resté comme patronyme), Boscmare (Bauquemare en 1269), Bimare (à Saint-Germain-des-Essourts), Binemare (à Fresquiennes), Blésimare (à Angerville-l'Orcher), Château de Brumare, Brettemare (anciennement Brutamara, à Sacquenville), Botremare (à Fontaine-Heudebourg), Brunemare (à Saint-Paër), Caumare (disparu, resté comme patronyme), Cliquemare (à Sainte-Hélène-Bondeville), Croix Commare (à Foucart), Drumare (La Cerlangue), Éneaumare (à Saint-Martin-du-Manoir), Endemare (disparu, resté comme patronyme), Eudemare (à Vieux-Manoir), Équinemare (à Bosc-Bordel), Étainemare (à Étoutteville), Étennemare (à Limesy), Havre de Flicmare (à Gatteville-le-Phare), Frémare (Forêt Domaniale d'Arques, Arques-la-Bataille), la Gaudimare (à Allouville-Bellefosse), Gaveaumare, Germare (à Saint-Mards-de-Blacarville), Goudemare (à Yquebeuf), Gremare, Grémare (disparu, resté comme patronyme), Hecquemare (à Illeville-sur-Montfort), Himare (à Berville-en-Roumois), Homare (à Saint-Léger-du-Gennetey), Inglemare (à Fermanville, à Amfreville-la-Campagne Iglemara 1239, à Étréville, à Belbeuf et à Ocqueville), Ingremare (à Ailly), Intremare (à Venon), Loumare (à Écalles-Alix), Mainemare (à Sainte-Geneviève-en-Bray), Normare (à Belbeuf), Fond de Niémare (à la Neuville-Chant-d'Oisel), Ordemare à (Saint-Maclou-de-Folleville), Oumare (à Grainville), Péromare (à Touffreville-la-Cable), Platemare (à Houetteville), Plattemare (à Millebosc), Quesnemare (à Croix-Mare), Rétimare (à Yvetot), Rucquemare (à Cliponville), Saveaumare (à Montérolier), Tennemare (à Écrainville), Trottemare (à Valletot), Vandrimare, Videmare (à Oudalle), etc. Ils sont tous situés dans le pays de Caux, le Roumois, l'Entre-Caux-Vexin, le Vexin normand, le pays de Bray normand et le Cotentin dans les zones de diffusion de la toponymie anglo-scandinave. On peut ajouter dans la même aire de diffusion : les types scandinaves Martot (Pont-de-l'Arche, Marethot vers 1160) de *Marrtopt « la ferme de l'étang » et Marbeuf (Le Neubourg, Marbuet XIe siècle) de *Marrbóð « la cabane de l'étang », dans ce cas l'usage de Mar- comme premier élément d'un composé toponymique est semblable à celui de Mar- dans des toponymes danois et suédois, cf. Martofte (en) (DK), Martofta (S) « Martot ».
Par contre, l'usage de -mare comme second élément est semblable à celui de -mere en Grande-Bretagne, comme dans le lac Windermere (GB) « le lac de Vinandr » ou Buttermere (GB) « le lac de Buthar ». 

### Ailleurs en France
Il existe quelques noms de lieux terminés en -mare ailleurs en France, mais ils sont d'étymologie différente, par exemple Mortemare, étang à Bonnac-la-Côte (Haute-Vienne) qui est un équivalent occitan des Mortemer du nord de la France et repose sur un étymon germanique apparenté *mari / *meri. Les autres noms tels qu’Artemare (Ain) s'expliquent par l'altération d'une désinence ou d'un suffixe ou par un nom de personne germanique en -mar employé absolument ou en postposition dans un composé, auquel a été ajouté un -e de manière arbitraire.

## Définition étendue
Dimensions
La mare est généralement une étendue d'eau de faible extension, pérenne ou non, couvrant moins de 5 000 m2 au maximum (soit un demi hectare). Elles sont généralement profondes de moins de deux mètres, profondeur au-delà de laquelle la pénétration des rayons solaires est limitée sauf dans certaines eaux particulièrement oligotrophes. La limite d'une mare est celle de son bassin. En géomorphologie, le bassin qui accueille la mare est parfois appelé doline". Il s'agit d'une  erreur, les dolines étant associées aux phénomènes karstiques ; or, la plupart des mares existant en France est d'origine anthropique et n'a pas besoin d'une doline pour exister. 
 Dans la plupart des régions on n'emploie le terme de mare que pour désigner des surfaces de quelques mètres carrés à 1 500 m2, définition moderne, mais cette surface peut atteindre 8 000 m2 en Normandie. Une mare peut être plus profonde qu'un étang. Des mares de 1 à 2 m de fond sont fréquentes, alors qu'on appelle étang de grandes surfaces d'eau moins profondes. En revanche, dans le marais Vernier, le plus grand étang est appelé la Grand Mare (homonyme de nombreuses Grand Mare en Normandie, par exemple quartier de Rouen), cela tient du fait que la toponymie normande conserve mare au sens ancien d’« étang », ainsi trouve-t-on dans le nord Cotentin, par exemple, l'étang de Gattemare à Gatteville-le-Phare. Autrement, dans le marais audomarois on parle de grande mer, terme sans doute issu du germanique meri « étang, lac », d'où le sens de « grand étang », distinct du mot latin mare qui a donné mer en français.
Apports en eau
Son alimentation est non-pérenne (non alimentée en continu). Elle provient du ruissellement ou de la remontée du plafond de la nappe phréatique, avec parfois un ruisseau temporaire, ou un apport par débordement périodique d'un cours d'eau (mares issus de bras-morts par exemple). Son renouvellement est donc généralement dépendant des eaux de pluie, ou des fluctuations des nappes, des marées ou de crues. L'eau y est généralement stagnante, ou sa circulation est très lente (écosystème lentique).
Stratification
Elle est réputée caractéristiques des étangs, mais en été dans une mare du sud de la France abritée du vent et couverte de lentilles, l'eau peut atteindre 52 °C en surface pour 21 °C au fond, avec des phénomènes de stratification thermique.
Durée de vie
Elle peut être brève (quelques décennies) ou se mesurer en siècle ou millénaires. On connaît des mares utilisées par l'Homme depuis bien plus de 500 ans. Elles sont souvent situées sur des terrains imperméables empêchant l'infiltration de l'eau par le sol. Dans la nature, seule l'évaporation et l'abreuvement assèchent ce type de mare. L'évaporation est atténuée en milieu forestier, mais elle peut y être compensé par l'évapotranspiration des arbres qui y plongent leurs racines. C'est alors le comblement (dit atterrissement) par les feuilles mortes et le bois mort qui finit par ensevelir la mare ou la déplacer. Toutefois, le phénomène de minéralisation et remobilisation de la matière organique peut fortement ralentir l'atterrissement des mares temporaires.
Localisation
Les mares peuvent occuper toute dépression sur sol imperméable ou en zone d'affleurement de nappe. 

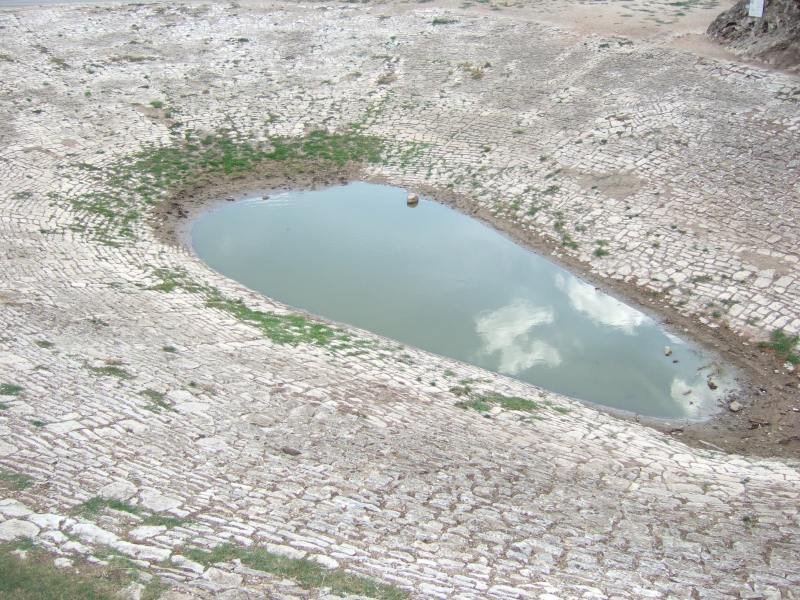
Lavogne de la commune de La Couvertoirade, France.

Des mares naturelles particulières sont caractéristiques de régions karstiques du Massif central: les lavognes (lobògnos). La terminologie  occitane francisée est couramment employée dans la littérature décrivant ce type de mare. Sur ces terres de causse (caūsse), le terme doline se dit sotch, le fond de ces sotch étant souvent ponctué d'une couche argileuse ; on les appelle mardelle dans le Limousin où elles sont établies sur un substrat marneux.
Il existe des « mares perchées », en montagne, et jusque sur les terrils miniers de schistes, dans les creux où s'accumulent de fins débris de schistes décomposés par le gel, qui colmatent le substrat drainant en quelques décennies. Elles sont les plus fréquentes sur les plateaux argileux ou rocheux, on trouve parfois d'importants réseaux de mares « oligotrophes » et limpides (si elles n'ont pas été polluées ou artificiellement enrichies ou empoissonnées) qui peuvent être nombreuses, évoluant parfois en zones « paratourbeuses » à sphaignes sur ces milieux lessivés par les pluies.
Depuis l'apparition des bâches plastiques, des mares artificielles, mais dont l'écosystème est proche de celui des mares naturelles sont construites dans des buts d'agrément ou de protection d'espèces et de la Nature, parfois dans un projet de type HQE. En ville, elles peuvent être alimentées par la récupération d'eaux pluviales. Hormis en zone inondable, les poissons et gros crustacés ne peuvent pas y venir naturellement

## Inventaire
Les petites mares et mares temporaires ont souvent été oubliées par la cartographie, les atlas paysagers et les grands inventaires naturalistes (On estime par exemple qu'il y a plus d'un million de mares en France). Elles jouent cependant un rôle important pour la biodiversité et commencent à faire l'objet d'inventaires, parfois participatifs et collaboratifs dans le cadre d'atlas paysagers, des habitats naturels ou d'atlas spécifiquement consacrés aux mares (Atlas cartographique régional des mares de Bourgogne (au niveau parcellaire) par exemple). La SNPN et Natureparif (Agence régionale pour la nature et la biodiversité en Île-de-France) ont aussi développé un site Internet consacré à l’inventaire des mares.

## Menaces
Les mares régressent depuis un siècle environ, comblées (généralement avec des déchets organiques ou de construction, parfois industriels toxiques) ou non curées. Elles comptent parmi les premières victimes de l'eutrophisation générale des écosystèmes, à laquelle il faut ajouter diverses pollutions par les pesticides agricoles, plomb de chasse dans les « mares de chasse », ou encore acidification. À noter que les chasseurs participent grandement à la préservation des mares du fait de l'entretien permanent qu'ils réalisent, non seulement pour le gibier, mais aussi pour de multiples espèces d'insectes et d'amphibiens. Près des routes, elles ont été polluées par le plomb de l'essence. Des espèces invasives introduites telles que rat musqué et ragondin causent de gros dégâts sur les berges et les arbres périphériques (les berges en pentes très douces leur sont moins favorables).
De plus, en tant qu'entité écologique, elles sont de plus en plus isolées (« insularisation écologique ») alors qu'il est nécessaire de conserver un réseau dense de mares pour assurer la viabilité de la métapopulation des espèces qui les habitent . Des espèces invasives animales (écrevisse de Louisiane, xénope lisse, etc.) ou végétales (comme les jussies Ludwigia grandiflora et Ludwigia peploides) — souvent directement introduites par l'Homme — contribuent à leur dégradation. L'introduction de poissons dans les mares, qui ne sont normalement pas peuplées naturellement de poissons (en dehors des grandes mares permanentes des zones inondables), est très néfaste aux nombreuses espèces inféodées aux mares dépourvues de poissons (les amphibiens en particulier). La surfréquentation par des troupes d'oies ou canards d'élevage sont également d'importants facteurs de dégradation. On sait aussi depuis peu que certains vertébrés et invertébrés aquatiques sont très sensibles à l'éclairage nocturne (Cf. « Pollution lumineuse »).
L'écosystème mare peut aussi être menacé ou dégradé par l'arrivée spontanée ou introduite par l'homme de pathogènes émergents (ex chytride, aussi favorisé par la dégradation de l'environnement et de l'immunité des amphibiens) ou d'espèces invasives, avec par exemple en France le rat musqué, le ragondin, et plus récemment le xénope lisse, la grenouille rieuse ou encore l'écrevisse américaine qui se propagent d'autant mieux et plus vite que le réseau de mare est dense et proche de cours d'eau et que la situation environnementale est éloignée du bon état écologique.

## Origines et formations
Glaciations : À la fin d'une ère glaciaire ou lors de la simple fonte d'un glacier, on peut observer la formation de mares dites glaciaires appelées Tjörn; elles se forment par l'accumulation de cette eau qui s'écoule des versants et qui se regroupe dans de petites dolines imperméables.
La dernière glaciation remontant à une dizaine de milliers d'années, on ne retrouve plus des mares formées à cette époque.
Moyen Âge : Des mares médiévales subsistent pour une partie, dont celles situées au creux des dolines, et dans les dépressions, ou en aval d'une source, qui servaient alors d'abreuvoir, voire de petits élevages ou viviers de poissons. Dans les régions argileuses, de nombreuses mares résultent des trous qui ont servi à extraire la terre utilisée pour faire le torchis de la maison voisine. La mare est alors aussi une réserve d'eau et un abreuvoir pour les animaux.
Époque contemporaine : Les mares ont massivement disparu des milieux agricoles et urbanisés après la Première Guerre mondiale, mais dans les milieux urbains et humanisés, apparaissent des mares d'un type nouveau, mais on peut en retrouver trace dans la toponymie et les documents de recensions administratives, notariaux (actes de transmission) ou fonciers :
- mares d'agrément ou d'ornement qui dans les jardins, ne jouent que partiellement ou plus du tout leur rôle d'écosystème naturel car trop artificielles ;
- des mares pédagogiques ou de compensatoires ou de conservatoires creusées ou restaurées dans un objectif de renaturation, avec des principes de génie écologique, parfois dans le cadre d'une trame verte ou de la trame verte et bleue[23], sans toutefois pouvoir compenser la perte des centaines de milliers de mares éliminées depuis un siècle en Europe et Asie ;
- dans les carrières, et notamment argilières et sablières ; dans ces zones désaffectées ou non, sur sol imperméable, n'importe quel trou peut évoluer en écosystème de mare à caractère naturel, bien que dans un environnement artificiel. Quelques industriels y recréent des mares ou étangs pour compenser les effets de leurs activités ;
- de nombreux projets de restauration de mares existent mais ne suffisent pas à compenser les destructions ou disparitions par atterrissements. Le projet Million Ponds Project (un million de mares) de la fondation britannique Freshwater Habitats Trust (conduit avec de nombreux acteurs nationaux et locaux) vise à créer 500 000 mares en 50 ans, soit à doubler le nombre de mares de Grande-Bretagne, pour retrouver une situation proche de celle du début du XXe siècle. Un travail sur la qualité de l'eau accompagne ce projet[24].

## Écosystème
Hormis en zone équatoriale pluvieuse, les mares sont des écosystèmes fortement saisonniers. Dans les zones arides, les mares sont souvent asséchées durant la saison sèche (l'été en général). Dans les zones froides, elles sont gelées jusqu'à plusieurs mois par an.

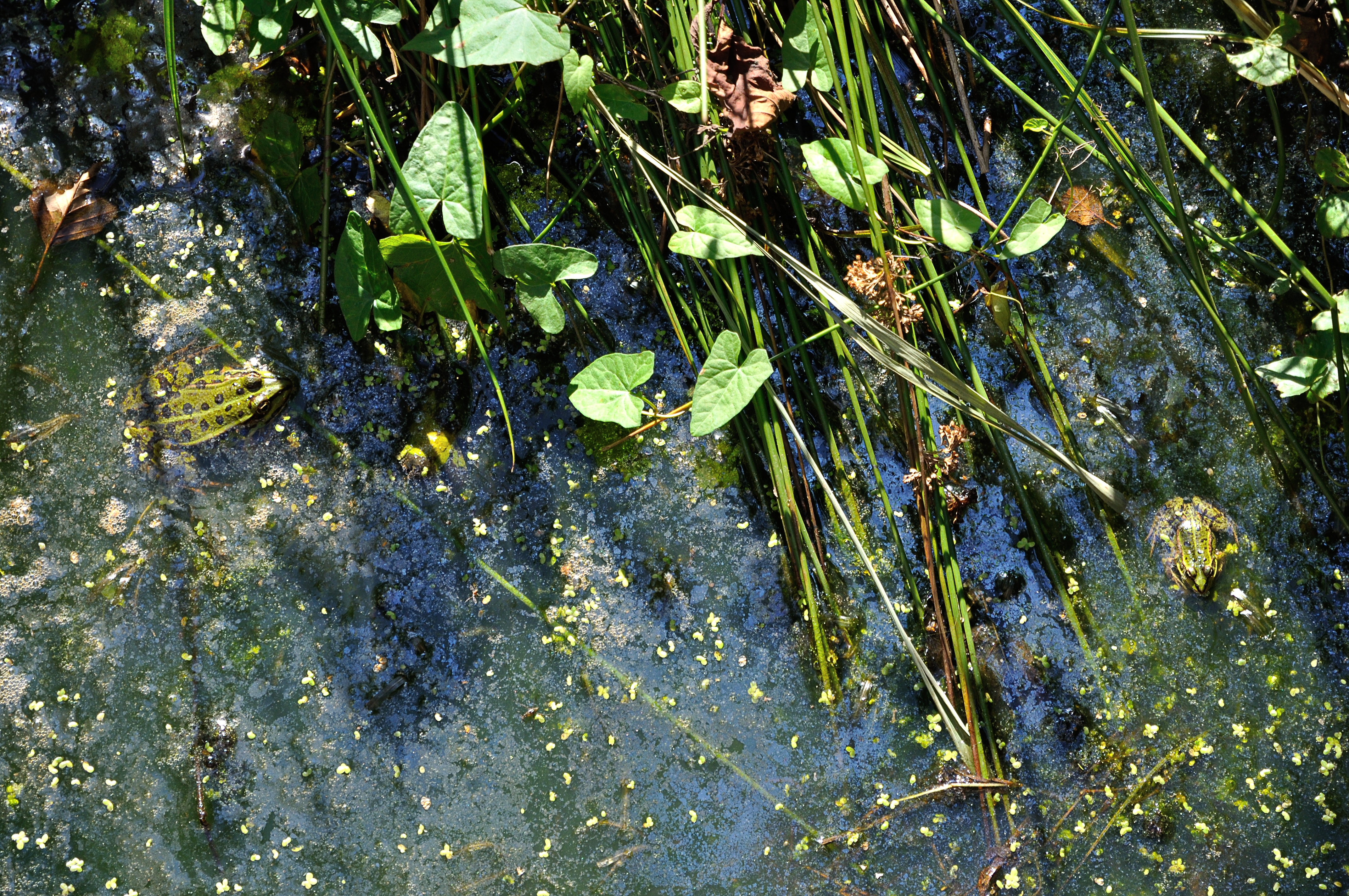
Grenouilles vertes dans leur milieu.

Elles abritent différents types de plantes enracinées sur le fond, sur les berges ou flottant en pleine eau. Ce sont souvent des plantes qui ont un important besoin de lumière.
C'est l'habitat de nombreux batraciens, insectes, mollusques et oiseaux. Certains y vivent tantôt toute l'année, tantôt quelques mois (tritons adultes ou leurs larves), ou n'y viennent que pour déposer leurs œufs (salamandre) ou pour les humecter avant d'y déposer les têtards (alyte). De nombreux invertébrés ne vivent que dans les mares. Certains ne sont actifs que la nuit. Certaines mares peuvent abriter des espèces endémiques.

## Types de mares

### Mare d'eau douce

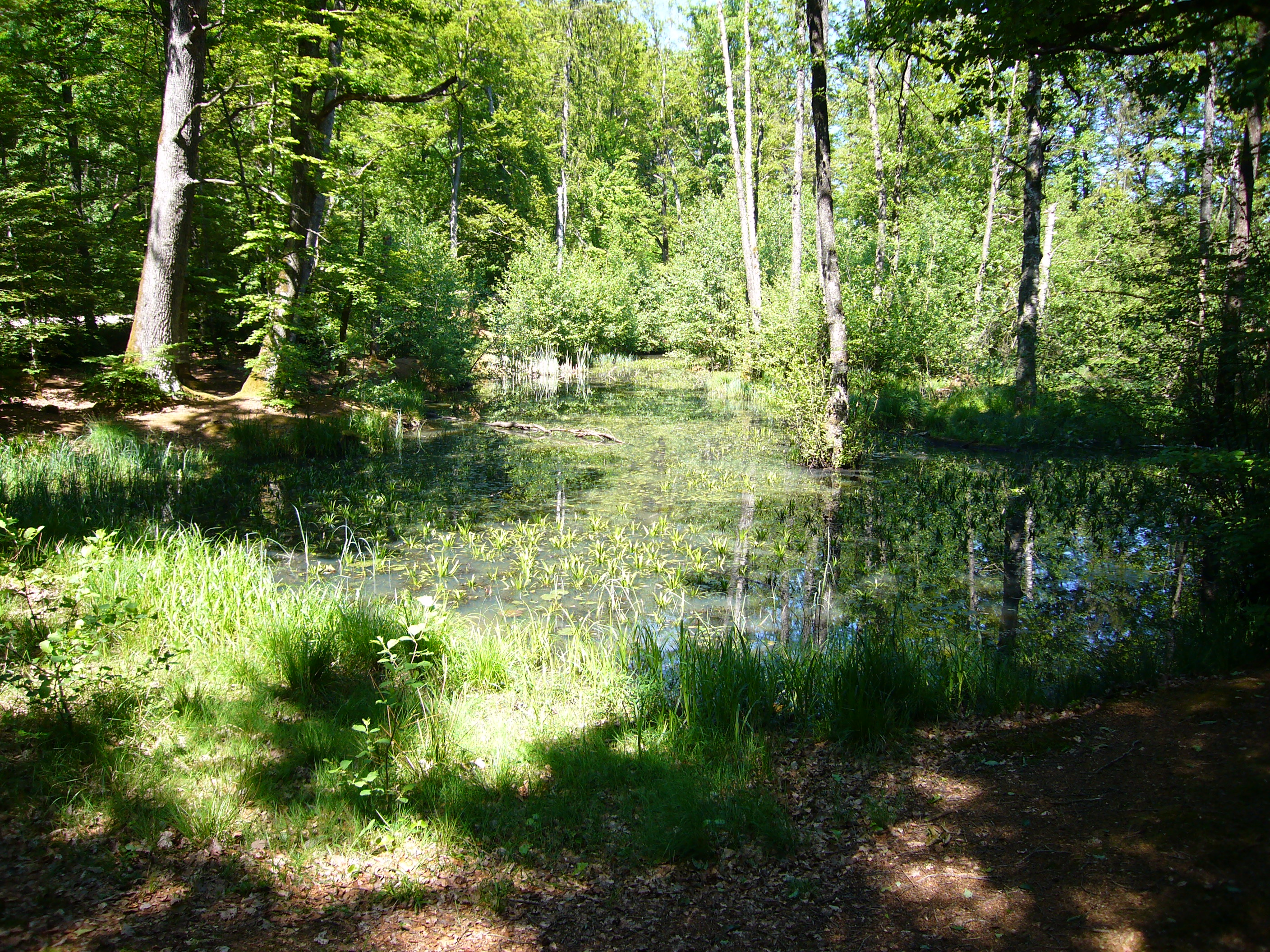
Mare forestière semi-fermée

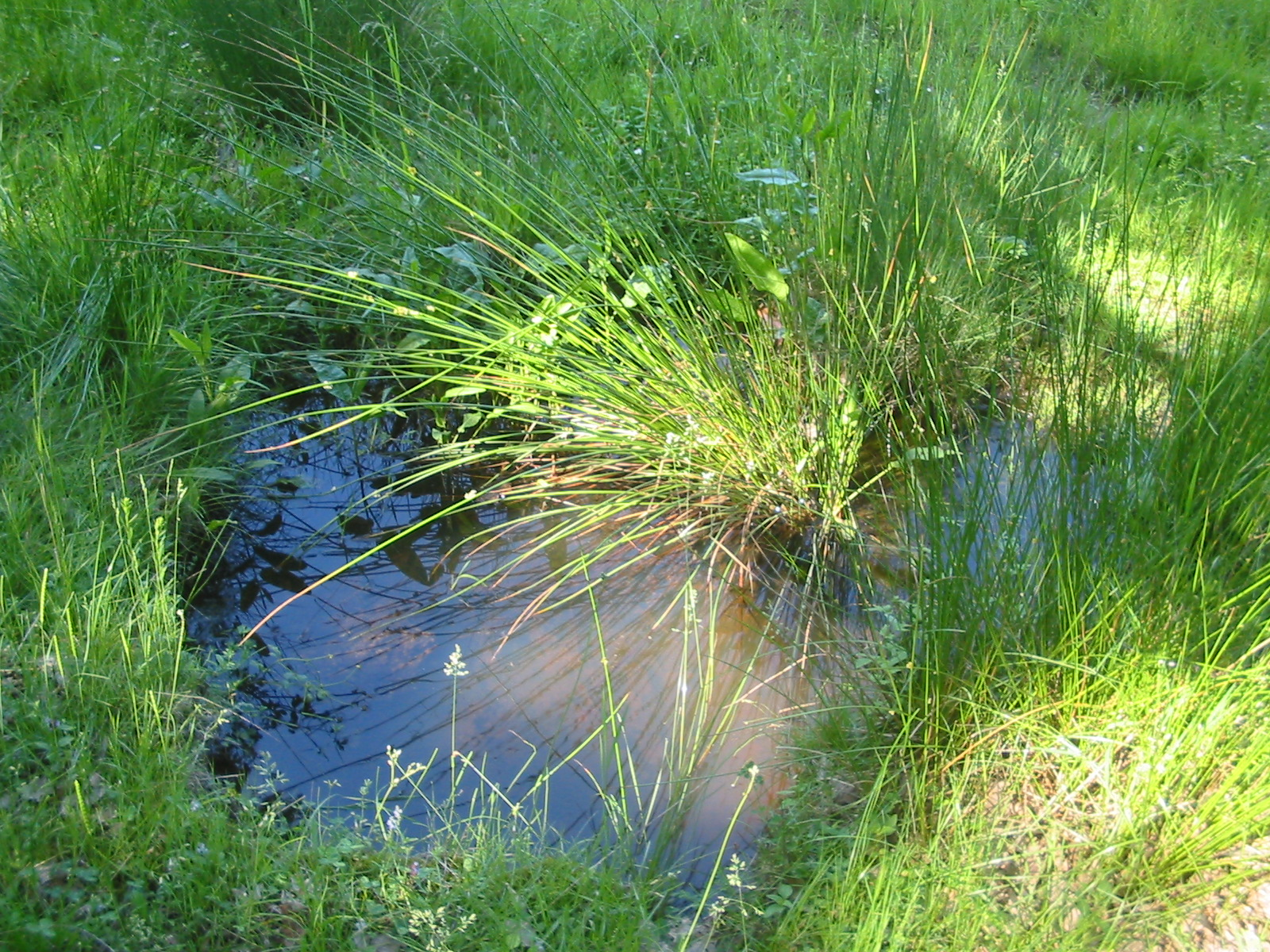
Mare forestière plus ouverte

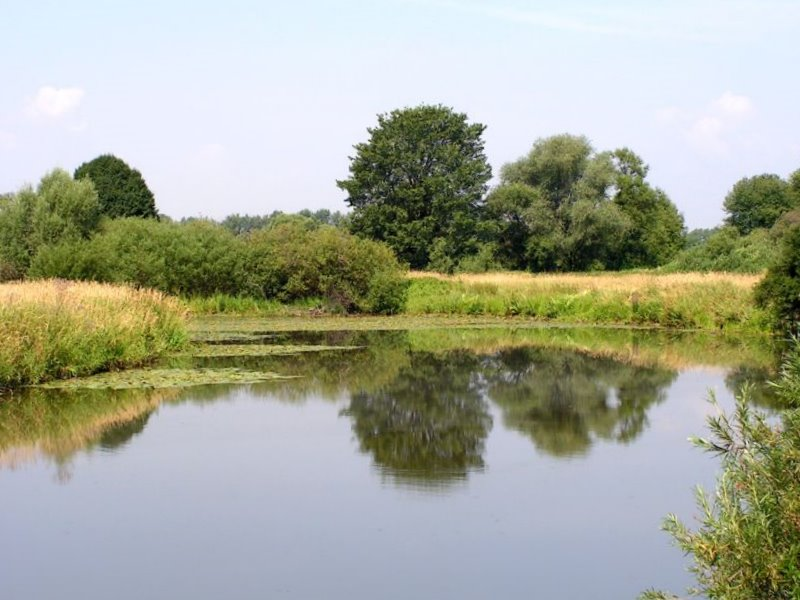
Mare ouverte, montrant les ceintures naturelles de végétation, qui sont un facteur de tranquillité pour la faune

#### Mare naturelle, alimentée par les pluies
Elle apparaît naturellement lors de l'accumulation de l'eau de pluie par ruissellement local, sur des sols imperméables. Elles peuvent aussi être des dépressions alimentées par une nappe phréatique proche de la surface, dont le niveau varie avec les pluies, ou encore des bras morts de petits cours d'eau. 
On peut observer des mares naturelles en pleine forêt, dans des clairières, aux abords d'un champ, dans les zones basses des prairies, etc. Elle peut être créée naturellement ou plus ou moins involontairement à l'issue des activités humaines (carrières désaffectées, trou d'obus, sols tassés, etc.).
Un très grand nombre de ces mares ont été comblées (souvent avec des déchets industriels, agricoles ou de construction) ou ont été drainées au XXe siècle, victimes des agissements de riverains ou de l'agriculture mécanisée.

##### Végétation
La végétation des mares est organisée en ceintures de végétation si la mare est grande ou profonde. 

Si le milieu est riche en nutriments, la mare est généralement eutrophe et pauvre en biodiversité (les lentilles, voire des algues filamenteuses (bioindicatrices de dystrophisation ou d'entrée d'eaux stalinisées[Quoi ?]) dominent). 
Inversement les mares oligotrophes peuvent abriter des dizaines à des centaines d'espèces de plantes et d'animaux associés. Cette richesse est moindre sous les arbres (à cause du manque de lumière). 
Le substrat semble également déterminant. Par exemple l'hottonie des marais pousse sur des fonds riches en matière organique alors que le plantain d'eau semble apprécier les fonds graveleux ou argilo-acides pauvres en matière organique, de même que l'élodée du Canada apprécie les fonds remodelés de gravières…
La flore des mares peut notamment être classée en : 
- Hydrophyte : plantes flottantes sans extension au-dessus de la surface (sauf fleurs) : renoncules aquatiques, flûteaux nageants ou luronium, nymphéas et nénuphars (ex. : Nymphaea alba), lentilles d'eau (Spriordela polyrhiza, Wolffia arrhiza… bioindicatrices d'eutrophisation) ;
- Hélophyte : racines sous l'eau, tige et feuilles à l'air : saules, iris des marais, roseaux, droséras, Jonc des tonneliers (ou  scirpus lacustris, pouvant dépasser 3 m de hauteur, enraciné jusqu'à 1,5 m de profondeur), rubanier, prêle aquatique ;
- végétaux « terrestres » ou hygrophiles : plantes n'étant ni hydrophytes, ni hélophytes, comme certains Carex, certains Joncs et la Molinie, trouvés en périphérie. Certaines mares aux pentes douces sont elles-mêmes cernées de différentes ceintures de végétation qui évoluent dans le temps et au rythme des saisons. Dans la zone périodiquement exondée, certaines espèces ne poussent ou ne fleurissent que les années où l'exondation est suffisante (ex. : Bidens, fluteau étoilé…).

Nombreux sont les espèces de mares ayant un statut protégé au niveau européen.

##### Faune
De nombreuses espèces d'amphibiens et de multiples invertébrés (dont vers, sangsues, insectes, mollusques…) colonisent les mares. Les conditions propres à chaque mare (température, pH, dureté, exposition, profondeur, durée de vie en eau, volume d'eau, milieu environnant, présence de prédateurs, d'engrais, de pesticides ou autres polluants, etc.) détermineront les espèces qui s'installeront. Les mares d'eau douce abreuvent de nombreux mammifères et oiseaux, le matin très tôt souvent, participant ainsi à l'enrichissement des milieux alentour. Quand les mares sont trop peu nombreuses, les animaux s'épuisent à y venir, et sont soumis à une concurrence et une promiscuité qui est un facteur de risque de diffusion d'épidémies (maladie de Lyme, grippe aviaire, échinococcose, etc.). Les espèces sont aussi alors plus à la merci de prédateurs avec possible disparition par surprédation.

#### Mare temporaire
Elles sont très fréquentes dans les régions chaudes et sèches, où elles sont directement dus aux fortes pluies suivies de sécheresses, mais elles sont également très présentes dans les zones tempérées ou froides, en particulier lorsque le niveau d'eau est régie par les fluctuations d'une nappe phréatique proche de la surface. De telles mares sont nombreuses dans les zones alluviales et dans les marais dont le niveau d'eau varie avec les saisons. Ce sont des habitats qui abritent une biodiversité pour partie adaptée à l'intermittence de l'eau (exemple : triops et daphnies chez les crustacés, ou killies chez les poissons, dont les œufs déshydratés peuvent survivre des mois ou des années). La conservation de ces milieux est donc importante pour la survie de certaines espèces à faible pouvoir de dispersion ou qui dépendent des cycles d’exondation/inondation tels que les triops (par exemple en Europe et France Triops cancriformis, espèce dite « fossile », car très ancienne, mais néanmoins en voie de disparition sur une grande partie de son aire potentielle de répartition. Il est également important que ces mares restent, normalement, biologiquement interconnectées, via des inondations ou cours d'eau temporaires, ou via des animaux transporteurs de propagules tels que les oiseaux (oiseaux migrateurs, s'il s'agit de longues distances).
Les eaux temporaires sont parfois nommées playa quand il s'agit du fond d'un ancien lac en régions arides situé à l'embouchure d'un cours d'eau endoréique (qui ne se jette pas dans la mer, généralement dans le désert).
L'eau parvenant dans ce type de bassin y reste très peu de temps, l'évaporation et/ou l'infiltration étant importante(s) en zone désertique. Cette eau est plus souvent le fruit des rares précipitations qu'un apport du cours d'eau. Des écosystèmes adaptés à ces contextes se sont constitués au fil des millions d'années précédentes, certains amphibiens pouvant même supporter de passer plus d'un an sans eau et sans contact avec l'eau, certains poissons s'enfouissant dans la vase où ils se laissent pour partie déshydrater jusqu'aux prochaines pluies.

### Mares salées

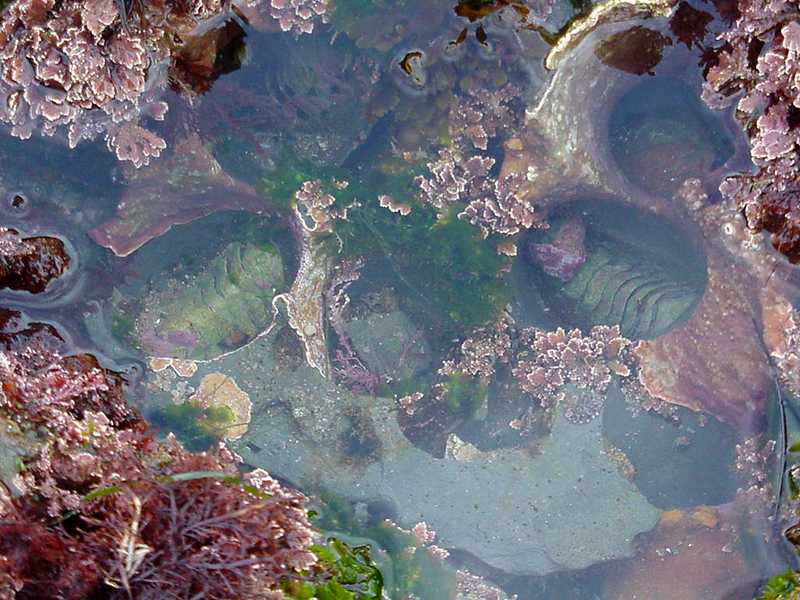
Un bassin de marée

#### Littorales
Également appelées bassin de marée, elles se rencontrent principalement dans deux types de milieux :
- les littoraux rocheux, où se sont creusées de petites dépressions, elles sont observables en tant que mare généralement à marée basse.

Certains de ces bassins de marée peuvent être saturés en sel (tels des lacs salés) à marée basse. Lorsque la mare est exposée à un fort ensoleillement, l'eau contenue dans ces bassins peut totalement s'évaporer, le sel se solidifiant alors et s'agglutinant sur les parois des roches ;
- les chenaux de marées des marais salants dans les vasières, les sols y sont généralement de type argileux.

#### Mares salées
Elles se forment à proximité de marais salants, en France on peut encore en observer une dizaine en Lorraine, dans la vallée de la Seille, le sol étant chargé en sel, l'eau douce qui va former les mares se gorge de sel à son contact.
Ces mares forment des écosystèmes très variés, abritant de nombreuses espèces rares ou devenues rares. La flore y survivant est également rare ou devenue rare. Dans les mares salées, les espèces se sont adaptées à la salinité jusqu'à devenir devenues endémiques à ces milieux.
On y rencontre par exemple :
- des plantes hydrophiles : la renoncule de Baudot et la ruppie maritime ;
- dans les vases salées : différentes salicornes, la pucinellie ;
- dans les prairies salées : le jonc de Gérard, le scirpe, le troscart et l'aster, tous trois maritimes ;
- des oiseaux sédentaires tels le courlis cendré et le râle des genêts ainsi que de nombreux migrateurs qui profitent de ces étendues d'eau peu profondes ;
- des libellules, des coléoptères halophiles ainsi que quelques hétéroptères constituent les insectes locaux.

### Mares artificielles

#### Mares abreuvoirs
Le mares artificielles les plus anciennes et de loin les plus nombreuses sont les mares destinées à l'abreuvement du bétail. Elles étaient autrefois incontournables pour permettre aux animaux d’élevage de boire régulièrement, en l’absence des systèmes modernes d'adduction d'eau. Elles sont encore très utilisées à cet effet en ce XXIe siècle pour l'élevage sur prairie, même dans les pays développés d'Europe occidentale. Mais elles sont de plus en plus concurrencées par des abreuvoirs plus modernes et tendent donc aujourd'hui à disparaitre, comblées volontairement ou naturellement par manque d'entretien, ou par la disparition pure et simple de l'élevage sur prairie.
En Europe, elles sont particulièrement nombreuses dans certaines régions traditionnellement tournées vers l'élevage, ou le paysage est souvent le bocage dominé par les prairies permanentes. Ces mares sont souvent installées sur des sols naturellement lourds et imperméables, et sont donc particulièrement nombreuses dans les régions géologiques au sous-sol imperméable. Dans certaines zones rurales, presque chaque parcelle de pâture clôturée de haies possède sa propre mare, parfois plusieurs. Ces mares étant le plus souvent alimentées par la pluie, ou le ruissellement à l'échelle très locale, elle doivent être assez grandes pour stocker l'eau et la rendre disponible aux animaux durant les périodes sèches.
La typologie de ces mares peut varier d'un pays traditionnel à l'autre. En Flandre par exemple, elles sont grandes et souvent entourées de saules blancs taillés en têtard, pour maintenir les berges régulièrement piétinées par le bétail. Dans certaines parties de la Bourgogne, elles ont souvent une forme rectangulaire car elles sont entourées de murs de pierres sèches sur trois cotés, les préservant ainsi du piétinement. Sur les causses du sud de la France, les lavognes typiques sont installées dans des dolines imperméables et sont pavées de pierres de taille, là aussi pour préserver le sol du piétinement. Mais beaucoup de mares-abreuvoirs dans toutes les régions sont simplement creusées dans la terre sans protection particulière. 
Les mares abreuvoirs constituent un habitat aquatique de substitution très important pour de nombreuses espèces végétales et animales. Elles participent pour une grande part à la richesse écologique et à la biodiversité des espaces ruraux. Grâce à leur ensoleillement au moins partiel et à l'absence de poisson qui caractérisent ces mares, la plupart des espèces européennes d'amphibiens peuvent y prospérer, mais aussi des libellules et autres insectes, des mollusques, et de nombreuses plantes aquatiques, qu'on trouve bien souvent aujourd'hui rarement dans d'autres habitats. Dans beaucoup de régions par exemple, le triton crêté vit essentiellement dans les mares abreuvoirs.

#### Mares aux canards

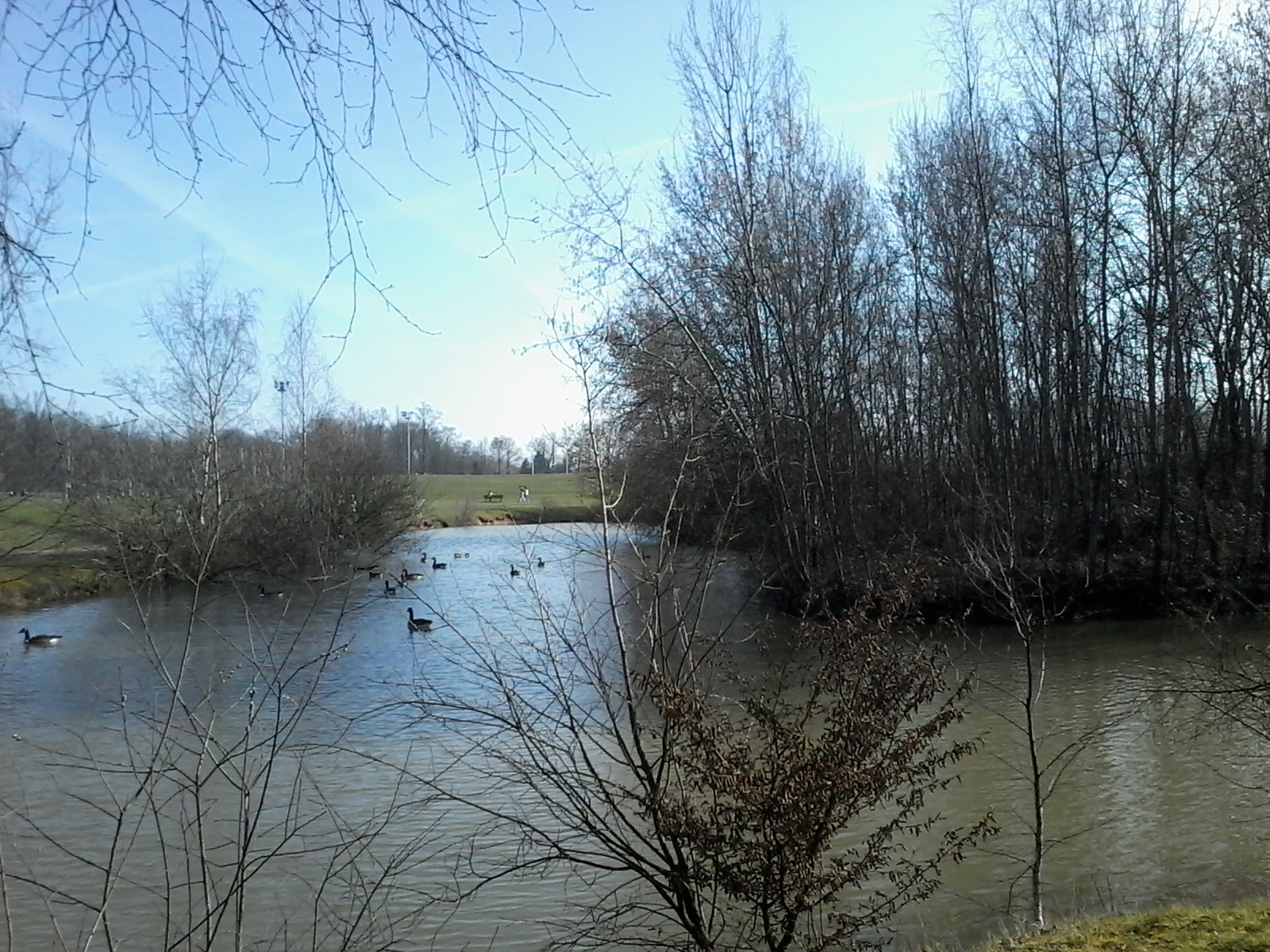
Mare aux canards, Parc Omnisports de Sucy-en-Brie, France.

Elles sont présentes dans les espaces ruraux où l'élevage de canards et d'oies étaient pratiqué, le plus souvent dans les villages ou aux abords des fermes. Des mares ayant cette fonction sont encore utilisées dans certains élevages, mais aussi pour l'agrément dans les parcs publics. La densité des oiseaux, avec la turbidité et l'eutrophisation de l'eau induite, leur confèrent un potentiel écologique assez faible, mais elles peuvent devenir plus propices une fois leur ancienne fonction abandonnée.

#### Mares de village
Les mares de village sont des anciennes réserves d'eau multifonctionnelles destinées aux activités des villages ne nécessitant pas une eau potable pour l'homme : réserves d'eau pour le nettoyage, l'arrosage, l'abreuvement des animaux, la lutte contre les incendies, etc. Avec la perte progressive de leurs usages, ces mares sont souvent devenues insalubres et ont par conséquent été comblées. Certains villages les ont cependant conservé et les mettent parfois en valeur.

#### Mares de drainage et de récupération d'eau
Dans les espaces cultivés, des mares sont parfois utilisées pour recevoir des eaux de drainage ou de ruissellement. Creuser une mare assez profonde dans une dépression d'un champ a un effet drainant sur la parcelle. Ces mares dont la vocation première est le drainage pouvaient autrefois servir en même temps de mare abreuvoir ou de mare aux canards. Aujourd'hui ces mares sont largement remplacées par des fossés ou des drains enterrés qui amènent l'eau directement vers le cours d'eau le plus proche, technique facilitée par le remembrement agricole, et de telles mares sont ainsi comblées pour faciliter l'agriculture mécanisée.
Un nouveau type de mare ayant une fonction hydraulique se répand de nos jours : des bassins d'orage routiers, de toutes dimensions, ainsi que divers autres bassins de rétention des eaux pluviales dans les zones nouvellement urbanisées et lors de la construction de diverses infrastructures. Ces mares à vocation utilitaire sont généralement très artificielles et leur eau est souvent de mauvaise qualité. Mais elles sont aujourd'hui de plus en plus souvent aménagées de manière plus écologique et paysagère. Ces mares peuvent accueillir certaines espèces de libellules et des amphibiens, y compris parfois des espèces patrimoniales. Ce type de mare peut avoir un intérêt écologique non négligeable dans les régions très urbanisées.

#### Mares épuratoires
Dans le cadre d'une technique appelée « lagunage naturel », on peut traiter des eaux grises ou usées d'une habitation en les faisant lentement circuler dans une série de bassins, le dernier de ces bassins pouvant être une mare d'agrément, d'où une eau saine sera renvoyée dans le milieu naturel.

#### Mares d'ornement
Contrairement aux bassins d'agrément, les mares d'ornement restent dépourvues de pompe, fontaine ou autre système artificiel permettant la circulation, l'oxygénation, la filtration ou le stérilisation de l'eau. Elles reposent ainsi sur un équilibre naturel, accueillent une biodiversité beaucoup plus importante que les bassins plus artificialisés. Mais elles sont régulièrement soumises à l'obligation d'empoissonnement (carassins, gambusies) dans les zones touchées par les invasions de moustiques, ce qui peut les empêcher de jouer leur rôle écologique d'habitat pour les amphibiens et les insectes aquatiques, souvent incompatibles avec la présence de poissons.
Outre le plaisir esthétique et pédagogique qu'elles procurent, elles permettent à de nombreux organismes (animaux, végétaux) de survivre (batraciens, libellules…), et à des espèces terrestres de s'abreuver.
Ces mares sont creusées dans l'argile, ou leur fond est recouvert de bentonite pour les étancher, ou elles sont construites à l'aide d'une bâche en matière plastique (EPDM). Les végétaux peuvent être plantés en pots ou flotter en eau libre, ou pousser dans de la tourbe importée.

## Réglementation
Le creusement de plan d’eau et certaines formes d'entretien (ex. : curage profond, vidange de plans d'eau) nécessitent généralement des déclarations ou autorisations, conformément aux réglementations européennes, nationales et locales. 
Dans de nombreux pays (dont la France), il est interdit de barrer ou de détourner un ruisseau pour alimenter sa propre mare. 
Il est recommandé d'éviter d'installer des mares artificielles sur une zone humide existante, qui abrite généralement des espèces protégées, risquant de pâtir de l'artificialisation du milieu.
Des subventions sont possibles dans certains cas (ex. : mares de prairies). En Europe et donc en France, dans le cadre de l'écoéligibilité de la nouvelle Politique agricole commune (PAC), les mares et quelques autres éléments paysagers semi-naturels d'intérêt agroécologique et écologique (ex. : bandes enherbées) sont éligibles au dispositif des « surfaces équivalentes topographiques ».
En France, le maintien des mares de plus de 10 ares fait partie des bonnes conditions agricoles et environnementales (BCAE), qui conditionnent les aides de la politique agricole commune. 
En France « La définition nationale des zones humides englobe les mares, mais un doute subsiste en matière de police de l'eau qui les assimilerait plutôt à des plans d’eau. »

## Création
Les potentialités écologiques, esthétiques et pédagogiques des mares et plans d’eau du jardin  sont largement démontrées. Creuser une mare, un ruisseau permet de recréer des habitats autrefois communs, mais aujourd'hui parmi des plus menacés, et constitue donc un facteur de diversité biologique pour les espaces verts, à la condition d’être aménagés suivant certaines règles.
Même en ville et sur de petites parcelles, la mare est synonyme de biodiversité : la flore et la faune aquatique s’y développent rapidement, surtout après un ensemencement par apport d'eau et de sédiment ou tourbe venant d'une mare naturelle proche. Les oiseaux, chauves-souris et autres mammifères viennent rapidement s’y abreuver. Attention, l'introduction d'espèces protégées (tritons, crapaud, grenouilles, etc. ou plantes protégées) est soumise à une réglementation stricte. (accord de la DIREN ou du Ministère de l'Écologie en France). Il est fréquent que des tritons ou crapauds colonisent spontanément une mare artificielle, s'ils sont déjà présent à proximité. D'autres espèces seront apportées par les oiseaux ou y voleront de leurs propres ailes.

### Emplacement, forme et dimensions
Localisation : Si elle est de type « naturelle » et constituée d'argile, il est logique de la positionner dans la partie basse d'un terrain (jardin, lotissement, zone d'activité) pour qu’elle recueille par simple gravité les précipitations. Une mare sur bâche peut être positionnée plus librement, du moment qu'elle soit alimentée en eau (quelques mètres carrés de toiture propre suffisent. Il est recommandé de filtrer l'eau sur du sable en sortie de gouttière).
Les petites mares positionnées sous les arbres seront rapidement comblées, s'eutrophiseront et nécessiteront un curage périodique. Les mares ensoleillées sont plus riches en espèces, mais dans une région aride, l'ombre ralentira son évaporation. Les phénols et résidus issus de la décomposition de certaines feuilles et écorces dans l'eau peuvent diminuer la biodiversité de la mare, et favorisent les moustiques.
Il est préférable de construire la mare loin des grands axes routiers pour éviter que les batraciens en migration ne se fassent écraser et pour en diminuer la pollution. En ville, les eaux de gouttières peuvent être filtrées sur du sable, puis du charbon de bois et un lit de sphaignes ou mousses, avant d'alimenter la mare.
Forme et profil : D’une manière générale, plus un milieu est complexe (creux, bosses, irrégularités, ombre, soleil…) plus il est susceptible d’accueillir une faune et une flore riche et diversifiée. Ce principe vaut également pour les plans d’eau.
La flore aquatique et hygrophile se développe et se différencie en fonction de la qualité et de la profondeur de l’eau. Plus les niveaux seront variés, plus les habitats et les espèces présentes seront diversifiés. Le profilage des berges en pente douce ou en paliers permettra d’obtenir une plus grande surface d’écoulement et une organisation optimale de l’espace pour la végétation. Différentes communautés végétales, avec leurs cortèges faunistiques associés, s’organiseront alors en ceintures concentriques selon la profondeur de l’eau. On pourra démultiplier cet « effet de lisière » avec des contours irréguliers et variés, des îlots inaccessibles, un profil de fond irrégulier. Cependant, un profil trop compliqué ne facilite pas l’étanchéification de la mare artificielle à fond de bentonite… Les déblais issus du creusement pourront être utilisés pour paysager en talus un des bords de la mare.
La berge : Si elle est végétalisée elle jouera son rôle d'écotone. En pente douce sur au moins un côté, elle permet aux animaux (ou à un enfant tombé dans l'eau) d'en sortir facilement. Un rebord vertical et lisse d’une dizaine de centimètres constitue une barrière infranchissable pour nombre d’animaux. Le fond et les berges sont souvent modelés en paliers plus faciles à végétaliser.
Taille : Une surface d’eau de 4 m2 et une profondeur de 60 cm suffisent à abriter les espèces les plus communes. Cependant, plus le plan d’eau est étendu et profond, plus il est écologiquement et thermiquement stable.
Profondeur :  En zone froide ou aride, il est utile de prévoir une zone profonde de 80 à 120 cm, sur au moins 1 m2 pour assurer la survie de la faune en période de sécheresse ou sous la glace. Pour un jardin, une mare de 8 à 12 m2 avec une profondeur maximale de 1,20 m sont souvent satisfaisantes.

### Étanchéité

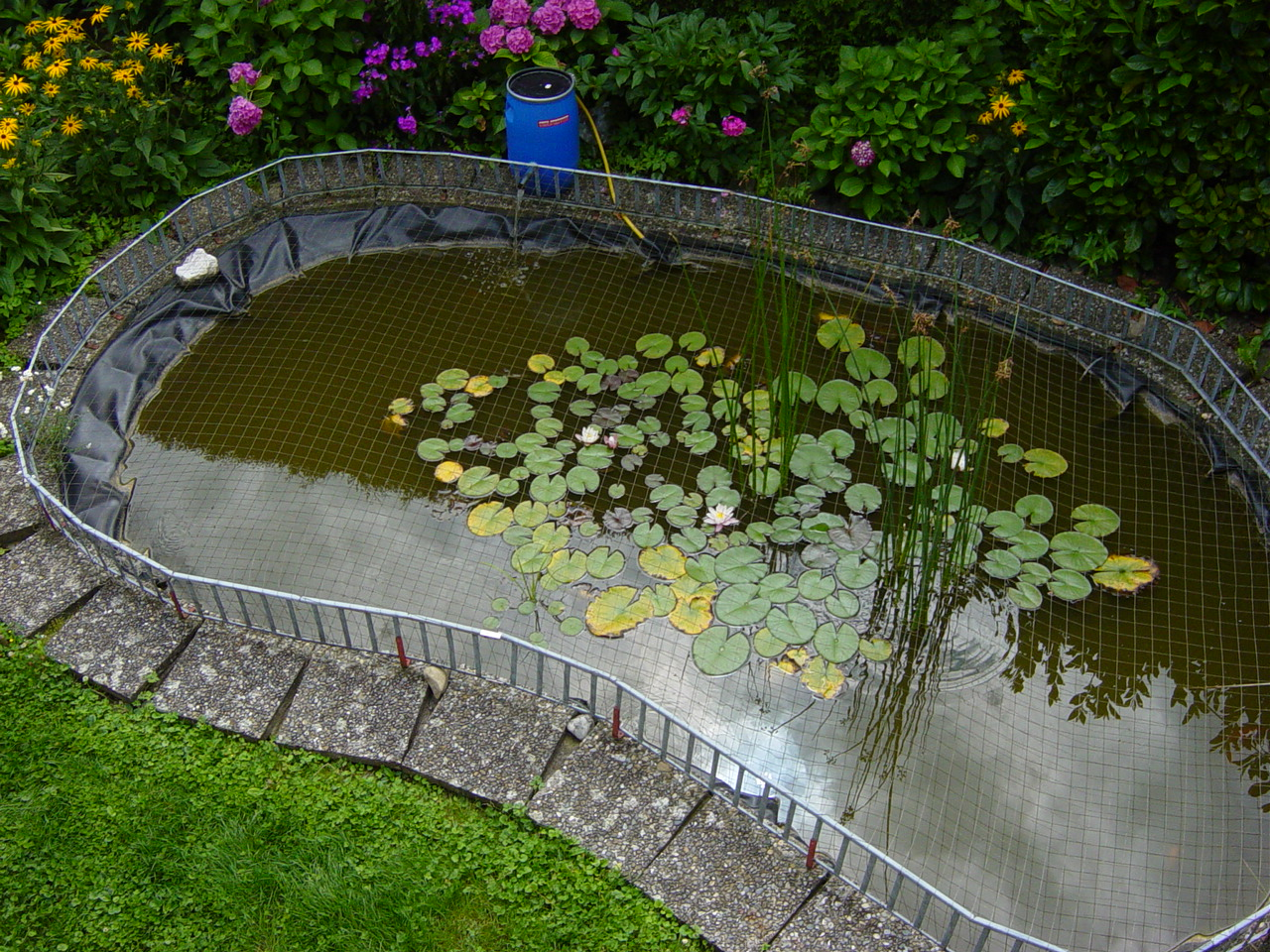
Mare artificielle, clôturée, sur bâche plastique

Si le sol n’est pas naturellement imperméable (argileux), le recours à un revêtement étanche est nécessaire. Ce peut être : 
- le béton hydrofugé, éventuellement couvert d'une résine apte au contact alimentaire ;
- la bâche plastique (sur un feutre (géotextile) et éventuellement au-dessus d'un grillage anti-rongeur) ;
- membrane caoutchouc synthétique ;
- les moquettes d’argile et bentonite.

Si on utilise une bâche plastique (polyéthylène par exemple), on peut recouvrir le fond de la mare par un lit de sable et/ou de tourbe, après avoir retiré les pierres et matériaux coupants. On peut ensuite ajouter un géotextile de protection (grillage plastique souple, toile de jute, vieille moquette, géotextile tissé…) pour éviter la perforation de la bâche par les racines ou les rongeurs.
On évitera les feuilles de PVC qui libèrent à la longue des ions chlorés. De même, le bitume, l’asphalte et le papier goudronné sont à proscrire car ils dégagent des benzols, toluols et autres substances aromatiques toxiques pour la faune et la flore de la mare. Enfin, le béton donnera une laitance toxique puis une eau très alcaline, même après plusieurs années de mise en service.
La couche imperméabilisante pourra être prolongée sur quelques mètres carrés au-delà des berges de la mare, afin de constituer un pré humide attrayant et riche pour la faune et la flore spécifique.

### Fond
Dans l’optique d’amener un maximum de complexité dans la mare afin de favoriser l’installation d’une faune et d’une flore riche et diversifiée, on peut confectionner une couche de substrat d’au moins 5 cm d’épaisseur. On peut y mettre des graviers propres, des galets lavés et même du sable grossier dépoussiéré. On peut également ajouter des objets plus gros comme des troncs d’arbres sains, des pierres volumineuses (pas de béton ni de calcaire), des briques creuses, etc.
Sauf cas particulier, il est prudent de ne pas utiliser dans l'eau les matériaux superficiels extraits du creusement (souvent trop riches en matière organique, et éventuellement pollués).

### Remplissage
L’eau pluviale ou d’un puits est préférable à l'eau du robinet. Cependant, dans certaines régions, en ville et notamment après les longues périodes de sécheresse, les eaux pluviales se chargent de micro-polluants, néfastes pour les petits animaux, c'est pourquoi une pré-filtration est utile (sur sable, charbon de bois) après passage sur un dégrilleur et éventuellement décanteur/déshuileur.
Les variations de niveau de la mare au cours du temps ne doivent pas nécessairement être compensées. Si elles ne sont pas extrêmes et trop brutales, elles sont le gage de développement d’une faune et d’une flore encore plus variée, adaptée aux différents niveaux d’eau.

### Colonisation des mares

#### Par la flore
Les végétaux aquatiques ont une capacité de développement leur permettant de coloniser la mare en quelques mois à partir de quelques plans ou plantules ou de graines présentes dans de la tourbe fraîche. On évitera d’introduire des plantes aquatiques agressives ou invasives, telles que les lentilles d’eau, les élodées et surtout des jussies. On évitera la renouée du Japon sur les berges. Ne pas saturer les berges de plantations permet aux espèces pionnières autochtones ou aux propagules et graines importées avec le substrat de d'épanouir. Les plantes lacustres (nénuphar, trèfle d’eau, sagittaire, potamot) ont un développement important que l’on pourra prévenir en les rempotant dans des baquets immergés. En l'absence de grands herbivores, ou en présence de bétail, une fauche périodique avec exportation des produits de fauche est recommandée pour lutter contre l'eutrophisation, elle peut être étalée par sections sur plusieurs années, pour conserver des zones refuges.

#### Par la faune
La mare creusée et les plantes installées, la faune se diversifie spontanément dans et autour du bassin, d'autant plus vite que la mare est proche d'autres mares ou qu'elle a été ensemencée avec un substrat provenant d'une mare naturelle riche. Il est fortement conseillé de ne procéder à aucune introduction hasardeuse de poissons et d’amphibiens. 
Les poissons sont sources de nombreux problèmes et sont proscrits dans une mare inférieure à 15 m2. Et si la mare a une vocation écologique, les poissons sont fortement déconseillés même pour les plus grandes mares (plusieurs centaines de mètres carrés, parfois bien plus). Les poissons ont leur place dans des étangs de plus grande taille, sinon dans des bassins d'agrément dont la vocation écologique est bien moindre, mais non dans des mares proprement dites. À la différence d'un étang, la mare est un écosystème qui repose surtout sur l'absence de poisson, ce qui permet le développement d'une faune spécialisée qui ne se développe pas dans les étangs poissonneux. Bien que certains amphibiens puissent cohabiter avec des poissons (grenouille verte notamment), de nombreuses espèces actuellement en forte régression (triton crêté, rainette verte, etc), mais aussi certaines libellules spécialisées, ne tolèrent pas leur présence. Or c'est pour les espèces écologiquement adaptées aux mares naturelles, donc sans poisson, qu'une mare à vocation écologique présente le plus grand intérêt.
Une mare naturelle ne peut donc être transformée en un bassin d’ornement à koï ou à poissons rouges. De plus, les poissons en général compromettront fortement l’équilibre de base d'une petite mare. De nombreuses espèces peuvent atteindre une taille trop importante, inappropriée vis-à-vis d'une mare, tandis que les petites espèces se multiplient en l'absence de leurs prédateurs et se nourrissent alors de toutes les ressources disponibles. Leurs excréments troublent l'eau. Des algues indésirables et un fort déséquilibre de la faune apparaissent.
Pour les mares malgré tout destinées à recevoir des poissons, il faut respecter quelques règles de bases : attendre deux ou trois ans, le temps pour la mare d’atteindre un équilibre, et, dans une mare de petite taille, utiliser uniquement des espèces autochtones de petite taille.
Quant aux amphibiens, il convient de ne surtout pas introduire d'espèces exotiques qui peuvent devenir invasives (exemple de la grenouille taureau, qui fut souvent introduite par le biais des bassins d'agrément), ou pire encore, introduire des maladies étrangères (exemple du champignon Batrachochytrium salamandrivorans introduit avec des tritons asiatiques et qui risque de décimer la salamandre tachetée européenne, mais aussi Batrachochytrium dendrobatidis). Les espèces autochtones d'amphibiens étant protégées dans de nombreux pays (capture et transport interdits, y compris pour les œufs et les larves), la colonisation se fera de manière naturelle ou avec autorisation. La présence d'un environnement assez proche où les amphibiens sauvages sont présents permet à de nombreuses espèces de venir coloniser d’elles-mêmes la nouvelle mare.
À la belle saison, la colonisation de la mare par toute une faune spécifique peut se faire très rapidement par voie aérienne (libellules, notonectes, dytiques…)
Dans une mare naturelle à l'équilibre, les moustiques sont régulés. Leurs larves aquatiques sont mangées par les dytiques ou les larves de libellules ou les tritons, voire par les poissons de la mare, tandis que les adultes sont la proie des insectivores. Des désagréments sont toutefois possibles dans les mares ombragées et très riches en feuilles mortes, un déséquilibre chimique se produit alors et peut s'avérer mortel pour les habitants du point d'eau.

## Entretien
Une fois que la mare est installée, elle nécessite peu d’entretien pour conserver les écosystèmes mis en place. C'est un système dit autocatalytique, dont la photosynthèse est la première source d'énergie. 
- Quelques problèmes sont normaux les premiers mois suivant la création d'une mare, dont l'explosion de plancton au printemps. La tourbe peut teinter l'eau (couleur thé), sans conséquence pour la faune.
- Un pic de nitrite dû au mauvais équilibre chimique de la mare peut tuer les habitants car l'eau devient toxique.
- La pullulation durable d'algues ou de lentilles d’eau est plus préoccupante. En principe, la mare doit peu à peu s’équilibrer avec le développement de la faune et de la flore supérieure. Si les problèmes persistent, il faut identifier leur origine pour les traiter. Les algues filamenteuses sont par exemple souvent un signe d'eutrophisation.
- Bloom planctonique. Une pullulation de phytoplancton (ou plus rarement de zooplancton) est normale à la mise en eau, renforcée par l'exposition au soleil. Si elle persiste, elle est liée à la trop grande richesse de l’eau et au manque de zooplancton, qui n'apparait qu'après le phytoplancton. L'eutrophisation peut résulter de la décomposition de plantes, d’animaux, ou arrivée d’eaux de ruissellement riche en nitrates, phosphates.

Il faut intervenir si la mare dégage une odeur de pourri, ou si la visibilité dans l’eau ne dépasse pas 10 centimètres.
On peut curer, exporter une partie des plantes (faucardage) en novembre ou début mars et exporter les algues filamenteuses pour qu’elles ne se décomposent pas dans l’eau ni ne limitent l’ensoleillement, tout en favorisant les plantes aquatiques à fleur.
- Pour éviter un envasement progressif des mares de sous-bois, on peut extraire en automne une partie de la vase, par exemple, sur une moitié d'un bassin ou d'une mare une année, l’autre l’année suivante pour ne pas appauvrir la faune. Pour retirer la vase on pourra procéder de telle sorte que les animaux aient toujours la possibilité de se réfugier dans un autre coin de la mare où la vase est conservée.
- Éviter de tondre autour de la mare, et préférer une à deux fauches par an, pour entretenir une zone tampon qui protégera mieux les amphibiens par exemple des hérons.
- Contenir l’extension de certaines plantes de surface qui pourraient envahir la mare et empêcher un ensoleillement suffisant. Pour cela, on peut enlever les plantes et les laisser reposer quelques jours sur la berge pour permettre aux animaux qui y avaient trouvé refuge de regagner la mare.
- La glace hivernale ne pose pas de problème si la mare est assez profonde. On peut la casser si l'on veut que les animaux puissent y boire.
- Pollulation de bactéries et microorganismes

Elle indique un excès de sels minéraux, la présence de matière organique en décomposition (cadavres, végétaux) et peut ponctuellement être liée au réchauffement de l'eau. L’eau devient laiteuse, ou une pellicule irisée se développe en surface (infusoires), indiquant un risque d'anoxie par raréfaction de l’oxygène, mettant en péril la faune et la flore aquatique. On peut aérer l’eau à l’aide d’une pompe, rechercher la présence d'un cadavre ou limiter l’envasement du bassin. Certaines bactéries et planctons sécrètent des toxines, facteur de botulisme chez les oiseaux.
- Lentilles d'eau

Une pullulation de lentilles traduit un manque d'autres plantes et/ou un excès d’éléments nutritifs. Il suffit de les enlever régulièrement pour rééquilibrer la mare. On les donnait autrefois à manger aux cochons ou aux animaux de basse-cour.

## Culture

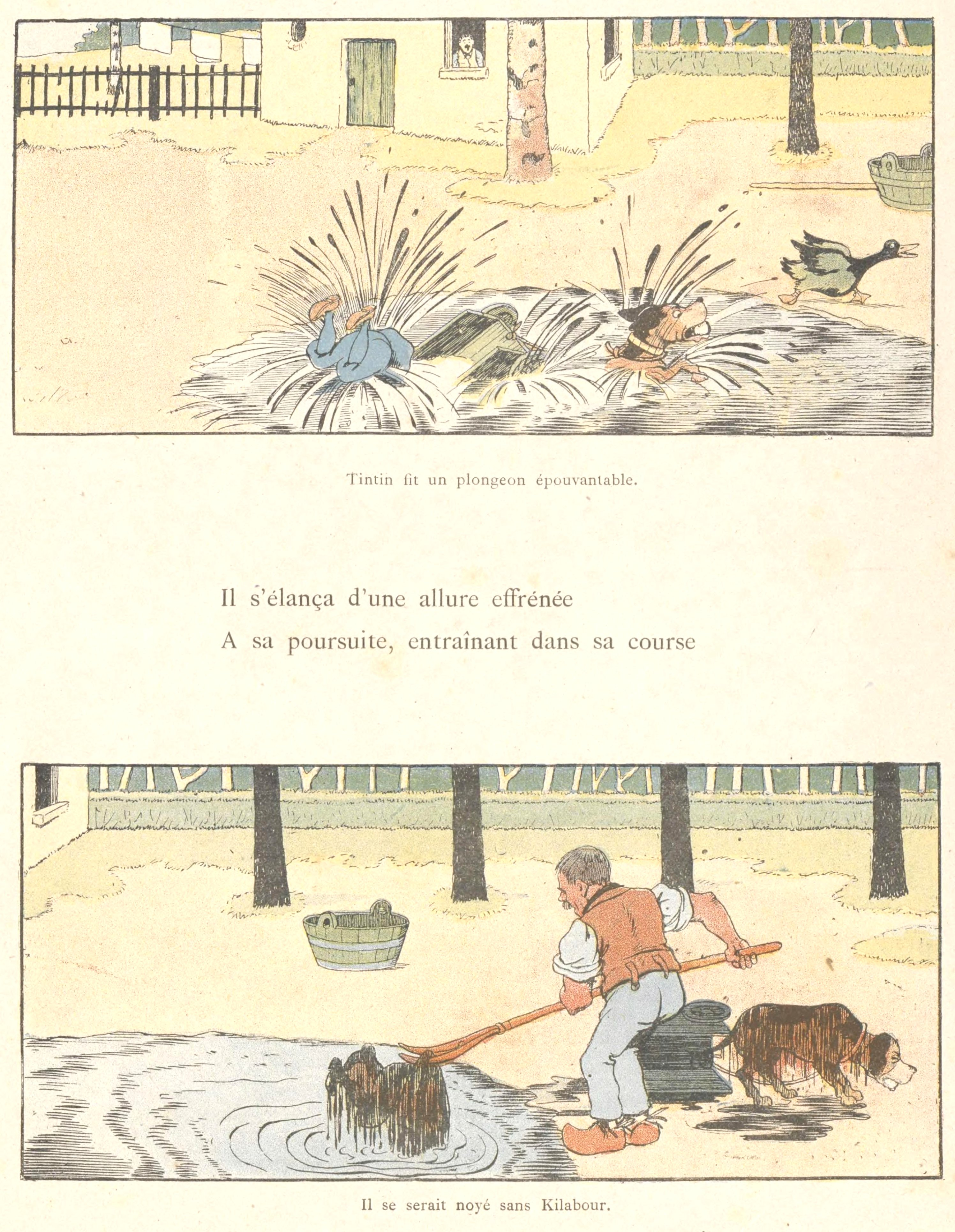
Vignette d'une bande-dessinée de Benjamin Rabier.

La mare peut être le cadre de faits réels ou imaginaires, parfois comiques ou dramatiques, représentés par les artistes de différents genres. Pour l'aspect dramatique, on peut citer par exemple La Mare au diable de George Sand et Sarn de Mary Webb.